# Distrito electoral federal 4 de Guerrero
El IV Distrito Electoral Federal de Guerrero es uno de los 300 Distritos Electorales en los que se encuentra dividido el territorio de México para la elección de diputados federales y uno de los 9 en los que se divide el estado de Guerrero. Su cabecera es la ciudad de Acapulco.
El Distrito IV de Guerrero ésta formado por la zona oeste y noroeste del municipio de Acapulco de Juárez, que equivale aproximadamente a un tercio de su extensión territorial.

## Distritaciones anteriores

### Distritación 1996 - 2005
Entre 1996 y 2005 el Distrito IV de Guerrero se ubicaba en el norte del estado y lo formaban los municipios de Atenango del Río, Copalillo, Eduardo Neri, General Heliodoro Castillo, Huitzuco de los Figueroa, Iguala de la Independencia y Tepecoacuilco de Trujano; su cabecera era la ciudad de Iguala de la Independencia.

## Diputados por el distrito
| Diputado | Diputado                              | Grupo parlamentario | Legislatura   | Periodo     |
| -------- | ------------------------------------- | ------------------- | ------------- | ----------- |
|          | J. Rivera y Río                       |                     | III           | 1863 - 1865 |
| Vacante  | Vacante                               | Vacante             | IV            | 1867 - 1868 |
|          | Hipólito Herrera                      |                     | V             | 1869 - 1871 |
| Vacante  | Vacante                               | Vacante             | VI            | 1871 - 1873 |
|          | José Rosas                            |                     | VII           | 1873 - 1875 |
|          | Pedro Santacilia                      |                     | VIII          | 1875 - 1878 |
|          | Ignacio Ruiz                          |                     | IX            | 1878 - 1880 |
|          | Tomás Argüelles                       |                     | X             | 1880 - 1882 |
|          | Julio F. Álvarez                      |                     | XI            | 1882 - 1884 |
|          | José Epigmenio Pineda                 |                     | XII           | 1884 - 1886 |
|          | Juan Gutiérrez                        |                     | XIII          | 1886 - 1888 |
|          | Mariano Ortiz de Montellano           |                     | XIV XV        | 1888 - 1892 |
|          | Ignacio O. Montesinos                 |                     | XVI           | 1892 - 1894 |
|          | Félix P. Álvarez                      |                     | XVII          | 1894 - 1896 |
|          | Carlos de Olaguíbel y Arista          |                     | XVIII         | 1896 - 1898 |
|          | Manuel Larrañaga Portugal             |                     | XIX           | 1898 - 1900 |
|          | Carlos de Olaguíbel y Arista          |                     | XX            | 1900 - 1902 |
|          | Pedro Laclau                          |                     | XXI XXII      | 1902 - 1906 |
| Vacante  | Vacante                               | Vacante             | XXIII         | 1906 - 1908 |
|          | Pedro Laclau                          |                     | XXIV XXV      | 1908 - 1912 |
|          | Faustino Estrada                      |                     | XXVI          | 1912 - 1913 |
| Vacante  | Vacante                               | Vacante             | Constituyente | 1916 - 1917 |
|          | Aurelio Velázquez                     |                     | XXVII         | 1917 - 1918 |
|          | Miguel F. Ortega                      |                     | XXVIII XXIX   | 1918 - 1920 |
|          | Refugio Cervantes                     |                     | XXX           | 1922 - 1924 |
|          | Ezequiel Padilla Peñaloza             |                     | XXXI          | 1924 - 1926 |
|          | Alfonso L. Nava                       | PRG                 | XXXII XXXIII  | 1926 - 1930 |
|          | Antonio Moyado B.                     |                     | XXXIV         | 1930 - 1932 |
|          | Ángel Barrios                         |                     | XXXV          | 1932 - 1934 |
|          | Román Campos Viveros                  |                     | XXXVI         | 1934 - 1937 |
|          | Miguel Andreu Almazán                 |                     | XXXVII        | 1937 - 1940 |
|          | Alfredo Córdoba Lara                  |                     | XXXVIII       | 1940 - 1943 |
|          | Ramón Rodríguez Mata                  |                     | XXXIX         | 1943 - 1946 |
|          | Alejandro Gómez Maganda               |                     | XL            | 1946 - 1949 |
|          | Mario Romero Lopetegui                |                     | XLI           | 1949 - 1952 |
|          | José Gómez Velasco                    |                     | XLII          | 1952 - 1955 |
|          | Gustavo Rueda Medina                  |                     | XLIII         | 1955 - 1958 |
|          | Mario Castillo Carmona                |                     | XLIV          | 1958 - 1961 |
|          | Gabriel Lagos Beltrán                 |                     | XLV           | 1961 - 1964 |
|          | Rafael Camacho Salgado                |                     | XLVI          | 1964 - 1967 |
|          | Israel Nogueda Otero                  |                     | XLVII         | 1967 - 1968 |
|          | Alfonso Argudín Alcaraz               | 1968 - 1970         | XLVII         |             |
|          | Rogelio de la O Almazán               |                     | XLVIII        | 1970 - 1973 |
|          | Graciano Astudillo Alarcón            |                     | XLIX          | 1973 - 1976 |
|          | Hortensia Santoyo de García           |                     | L             | 1976 - 1979 |
|          | Guadalupe Gómez Maganda Bermeo        |                     | LI            | 1979 - 1982 |
|          | Rosa María Muñuzuri y Arana de Gáribo |                     | LII           | 1982 - 1985 |
|          | Amín Zarur Menes                      |                     | LIII          | 1985 - 1988 |
|          | Guadalupe Gómez Maganda Bermeo        |                     | LIV           | 1988 - 1991 |
|          | Fernando Navarrete Magdaleno          |                     | LV            | 1991 - 1994 |
|          | Antonio Piza Soberanis                |                     | LVI           | 1994 - 1997 |
|          | Héctor Vicario Castrejón              |                     | LVII          | 1997 - 2000 |
|          | Silvia Romero Suárez                  |                     | LVIII         | 2000 - 2003 |
|          | Rubén Figueroa Smutny                 |                     | LIX           | 2003 - 2006 |
|          | Ramón Almonte Borja                   |                     | LX            | 2006 - 2009 |
|          | Alejandro Carabias Icaza              |                     | LXI           | 2009 - 2012 |
|          | Víctor Manuel Jorrín Lozano           |                     | LXII          | 2012 - 2015 |
|          | Julieta Fernández Márquez             |                     | LXIII         | 2015 - 2018 |
|          | Abelina López Rodríguez               |                     | LXIV          | 2018 - 2021 |
|          | Leticia Lozano Zavala                 | 2021                | LXIV          |             |
|          | Pablo Amílcar Sandoval Ballesteros    |                     | LXV           | 2021 -      |

## Resultados electorales

### 2021
|  | 29.46 % |

|  | 1.49 % |

|  | 1.05 % |

|  | 6.17 % |

|  | 53.80 % |

|  | 1.65 % |

|  | 0.91 % |

|  | 2.04 % |

|  | 0.06 % |

|  | 3.32 % |

|  | 100.00 % |

### 2009
|  | 10.96 % |

|  | 35.59 % |

|  | 18.28 % |

|  | 27.25 % |

|  | 1.40 % |

|  | 1.00 % |

|  | 0.17 % |

|  | 5.34 % |

|  | 100.00 % |